# Irish Exporters & Importers

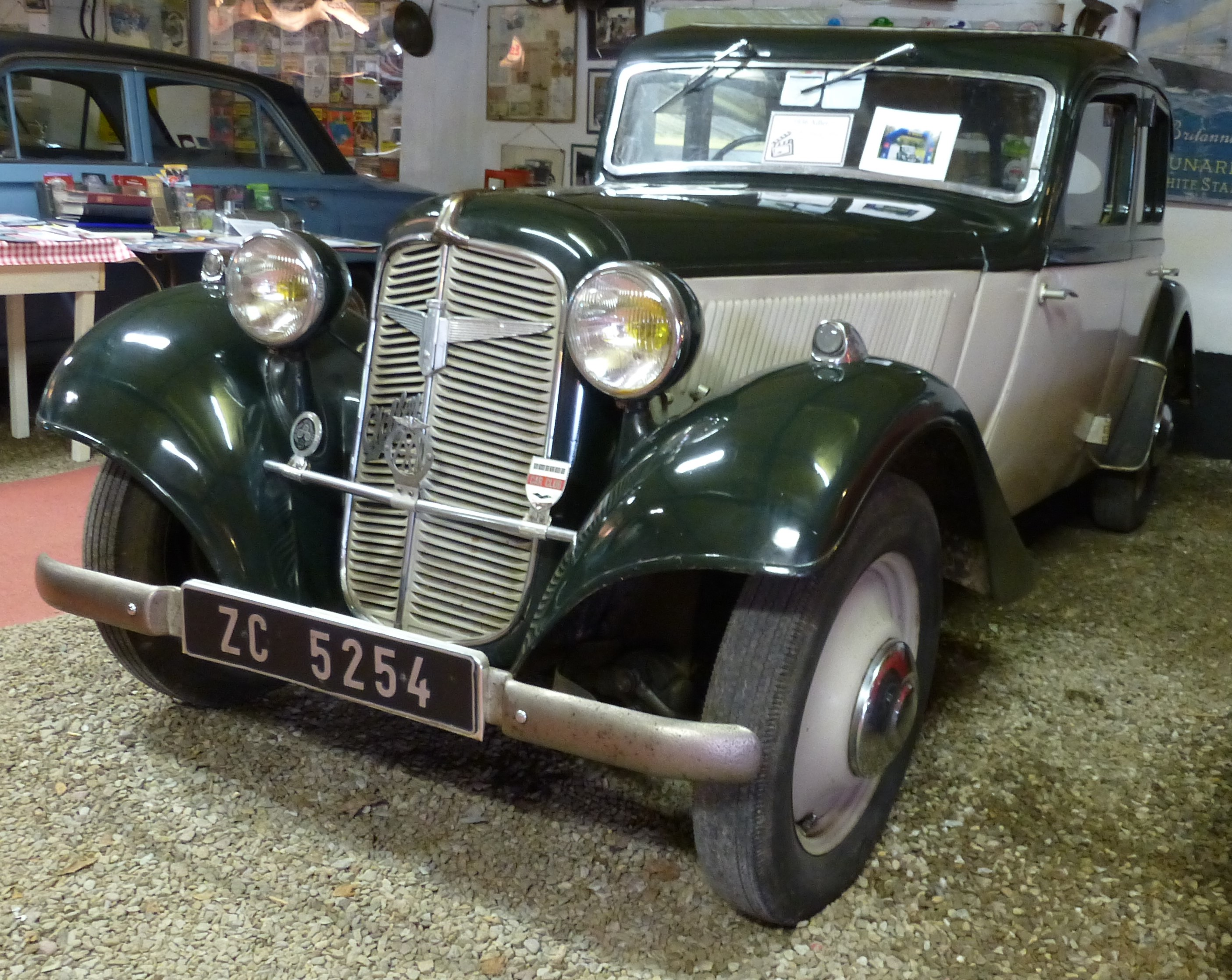
Adler Trumpf Junior aus irischer Produktion

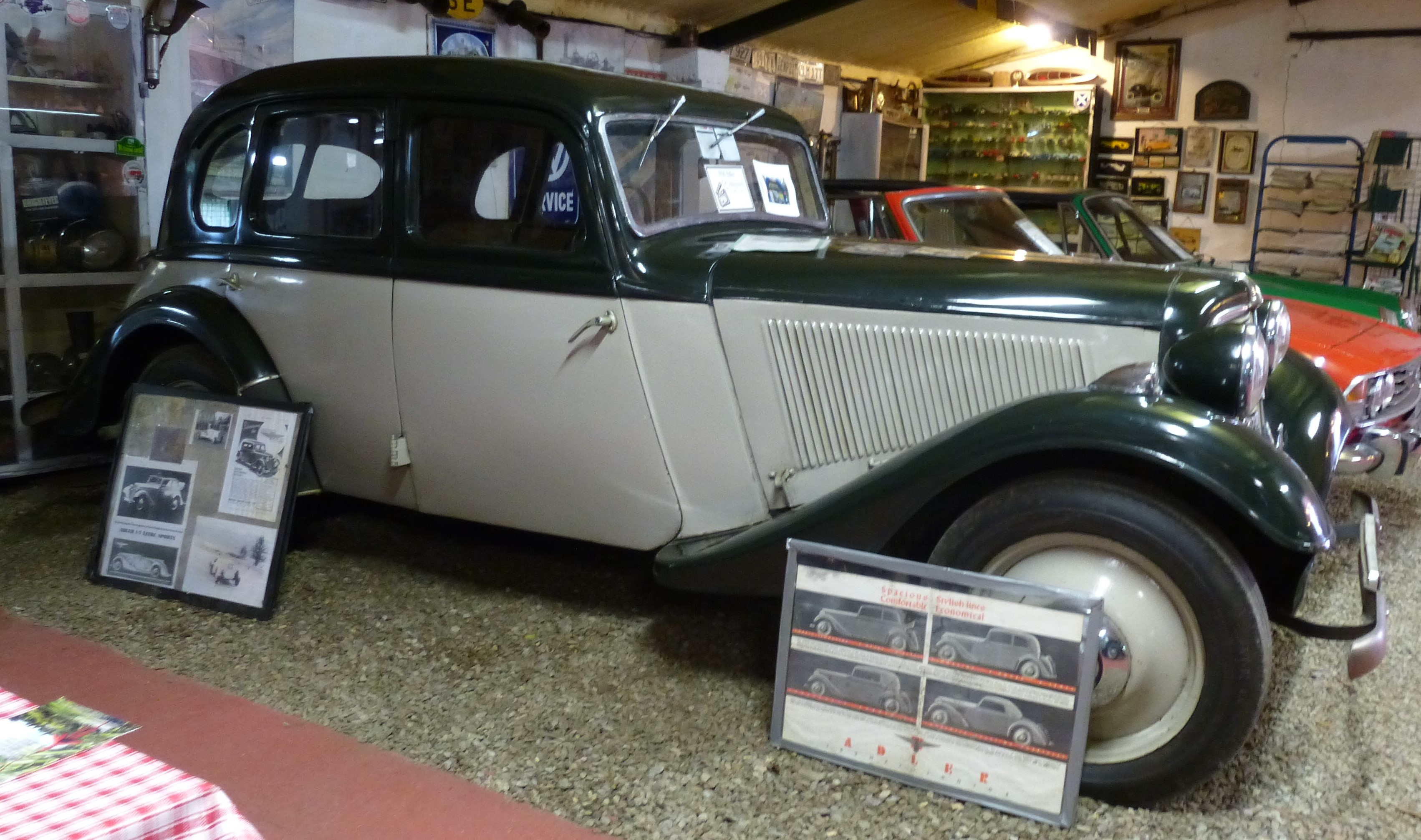
Seitenansicht

Irish Exporters & Importers war ein Montagewerk für Kraftfahrzeuge und damit Teil der Automobilindustrie in Irland.

## Unternehmensgeschichte
Charlie Manders gründete 1933 das Unternehmen in Dublin. R. Briscoe war sein Partner. 1934 begann die Montage von Automobilen. Die Teile kamen von den Adlerwerken aus Deutschland. Aufgrund des Antisemitismus beschloss der Jude Briscoe 1937 seinen Rückzug. Im gleichen Jahr wurde das Unternehmen aufgelöst.
Charlie Manders gründete noch 1937 C. H. Manders als Nachfolgegesellschaft, teilte dies am 17. Juli 1937 über die Presse mit und setzte die Montage fort.

## Fahrzeuge
Hergestellt wurden der Adler Trumpf Junior und der Adler Trumpf. Der Junior war mit 10 RAC Horsepower eingestuft und der Trumpf mit 14.
Die Fahrzeuge wurde auch erfolgreich bei Autorennen eingesetzt. Überliefert sind Motoren mit 995 cm³ Hubraum vom Trumpf Junior, mit 1625 cm³ Hubraum, was etwa dem Hubraum der deutschen Ausführung des Trumpf mit 1645 cm³ entsprach, und mit 1990 cm³.

## Produktionszahlen
Für 1934 und 1935 sind keine Zahlen bekannt. 1936 wurden in Irland 50 Adler zugelassen. Für 1937 sind 78 Wagen überliefert, allerdings entfallen davon einige auf die Nachfolgegesellschaft.